# Lasha Talakhadze
Lasha Talakhadze (georgià: ლაშა ტალახაძე)  (Sachkhere, Geòrgia, 2 d'octubre de 1993) és un aixecador de peses georgià que competeix en la categoria de Pes Superpesant (actualment +102 Kg). És l'esportista de tots els temps, que ha aixecat més pes en qualsevol categoria. El vigent triple rècord mundial el va aconseguir en el Campionat del Món de Taixkent 2021, aconseguint aixecar un total de 492 Kg; 225 Kg en la modalitat d'arrencada i 267 Kg en els dos temps. Ha participat en dues Olimpíades, guanyant 2 medalles d'or consecutives. A més ha guanyat 7 medalles d'or consecutives en els Campionats del Món i 7 medalles d'or en els Campionats d'Europa. Així doncs, és considerat un dels millors aixecadors de tots els temps.
El 2013, l'atleta va ser sancionat durant dos anys per donar positiu en esteroides anabòlics.

## Trajectòria professional
| Jocs Olímpics      | Jocs Olímpics  | Jocs Olímpics | Jocs Olímpics |
| Any                | Seu            | Posició       | Categoria     |
| ------------------ | -------------- | ------------- | ------------- |
| 2016               | Rio de Janeiro | 1             | +105 Kg       |
| 2020               | Tòquio         | 1             | +109 Kg       |
| Campionat del Món  |                |               |               |
| 2010               | Antalya        | DNF           | +105 Kg       |
| 2011               | París          | 19a posició   | +105 Kg       |
| 2015               | Houston        | 1             | +105 Kg       |
| 2017               | Anaheim        | 1             | +105 Kg       |
| 2018               | Aşgabat        | 1             | +109 Kg       |
| 2019               | Pattaya        | 1             | +109 Kg       |
| 2021               | Taixkent       | 1             | +109 Kg       |
| 2022               | Bogotà         | 1             | +109 Kg       |
| 2023               | Riad           | 1             | +109 Kg       |
| Campionat d'Europa |                |               |               |
| 2016               | Forde          | 1             | +105 Kg       |
| 2017               | Split          | 1             | +105 Kg       |
| 2018               | Bucarest       | 1             | +105 Kg       |
| 2019               | Batum          | 1             | +109 Kg       |
| 2021               | Moscou         | 1             | +109 Kg       |
| 2022               | Tirana         | 1             | +109 Kg       |
| 2023               | Erevan         | 1             | +109 Kg       |
| 2024               | Sofia          | DNS           | +109 Kg       |